# Hong Kong Stadium
Hong Kong Stadium è un impianto sportivo multifunzione di Hong Kong, in Cina.
Conosciuto fino alla ristrutturazione del 1994 con il nome di Stadio del Governo, assunse dopo i lavori il nome attuale.
Nell'impianto disputano le proprie partite interne la Nazionale di calcio di Hong Kong e la squadra calcistica del South China, nonché le nazionali di rugby a 15 maschile e femminile di Hong Kong e la nazionale di rugby a 7 di Hong Kong.

## Storia

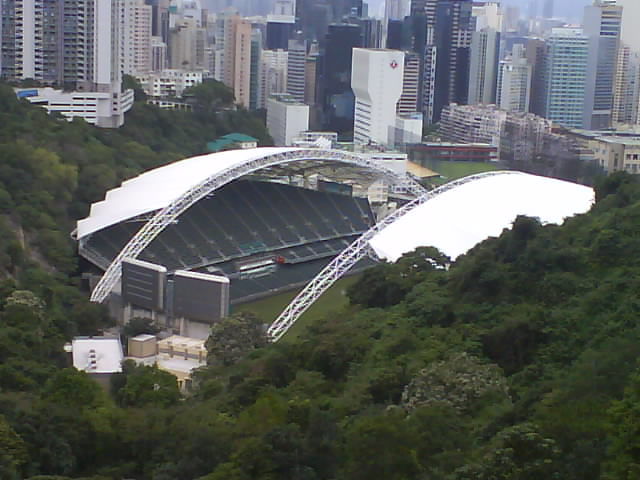
Veduta esterna dello stadio.

Lo Stadio del Governo fu costruito nel 1953 e aveva una capienza di 28.000 posti a sedere, parzialmente coperti.
Anche prima della ristrutturazione del 1994 era il più importante luogo sportivo di Hong Kong. Possedeva una pista di atletica intorno al campo di calcio.
La ristrutturazione portò la capienza a 40.000 posti e all'eliminazione della pista di atletica .
La gestione dell'impianto fu affidata alla Wembley International Ldt., salvo poi essere revocata per inadempienze nel 1998, quando il Consiglio provvisorio Urbano lo affidò temporaneamente alla Urban Services Department (USD), il dipartimento di servizi urbani di Hong Kong. Lo stadio è ora affidato in gestione alla Leisure and Cultural Services Department.
Ha ospitato la Coppa del Mondo di rugby a 7 nel 1997 e nel 2005.
Nel 2008 è diventato il primo stadio al di fuori di Australia e Nuova Zelanda per ospitare una partita della Bledisloe Cup, una competizione di Rugby a 15 tra l'Australia e la Nuova Zelanda.
Ha ospitato i V Giochi dell'Asia Orientale nel 2009.
È sede annuale del Hong Kong Sevens, torneo per squadre nazionali di rugby a 7.

## Struttura e ubicazione

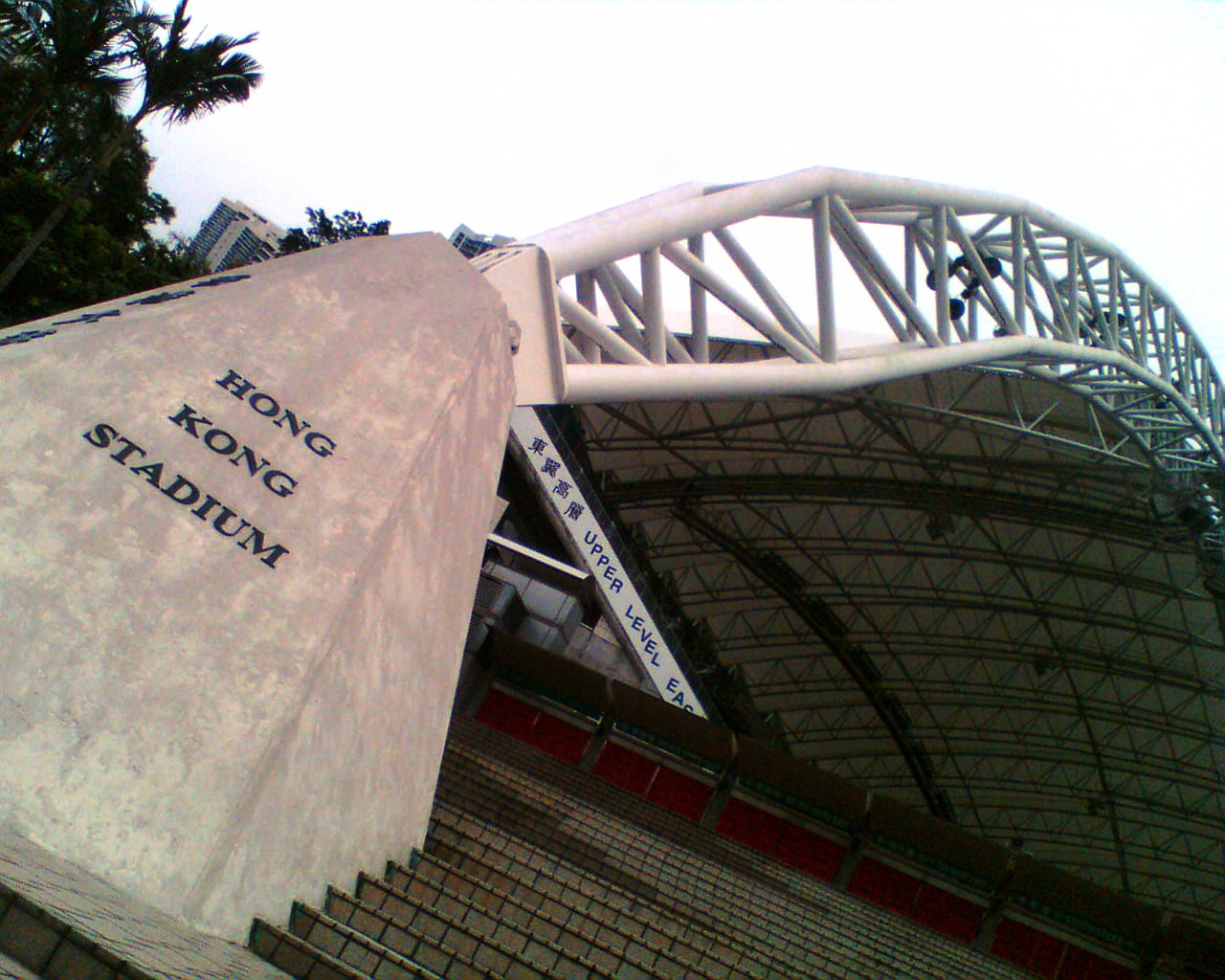
Vista del supporto di uno dei due archi principali.

Lo stadio si trova sull'Isola di Hong Kong, a sud di Causeway . La struttura è a pianta rettangolare, con gli spalti a ridosso del terreno di gioco. L'impianto adotta strutture in cemento e lastre con gradinate in cemento prefabbricato. La copertura consiste in due archi principali di 240 m da nord a sud, con un'altezza di 55 m.